# Теплово (Калужская область)
Теплово — деревня в Спас-Деменском районе Калужской области России. Административный центр сельского поселения «Деревня Теплово».

## Физико-географическая характеристика
Располагается в 2.5 км от Спас-Деменска, 244 км от Калуги, 413 км от Москвы. Ближайшие населенные пункты: Вдовец (5 км), Ипоть (4 км), Морозово (5 км), Парфеново (2 км), Снежиково (2 км), Супесок (3 км).

### Часовой пояс
Село Теплово находится в часовой зоне МСК (московское время). Смещение применяемого времени относительно UTC составляет +3:00.

### Климат
Климат в регионе умеренно континентальный, с четко выраженными сезонами года. Характеризуется теплым летом, умеренно холодной с устойчивым снежным покровом зимой и хорошо выраженными, но менее длительными переходными периодами – весной и осенью. Среднегодовое число солнечных дней — 71.
В конце лета – начале осени, преобладает западный тип атмосферной циркуляции, сопровождающийся активной циклонической деятельностью, значительными осадками, положительными аномалиями температуры воздуха зимой и отрицательными летом

## Население
| 2002 | 2007 | 2010 |
| ---- | ---- | ---- |
| 99   | ↘85  | ↗93  |

2014 год — 94 жителя. В этническом составе преобладают русские.

## Экономика
Крупнейшие предприятия на территории деревни — фермерские предприятия созданные на базе КСП «Дубровское».

## Инфраструтура
Деревня Теплово состоит из следующих улиц: Центральная, Сельская.
 Школы и детсады отсутствуют.
 В селе расположен филиал районной библиотеки города Спас-Деменск (фонд библиотеки — 4629 книг), Дом культуры (вместимость — 80 мест).